# A nápolyi 1778 festője
A nápolyi 1778 festője az i. e. 4. század utolsó negyedében Dél-Itáliában, Paestumban, vörösalakos technikával alkotó görög vázafestő volt. Pontos születési és halálozási dátuma nem ismert, és mivel nem szignálta alkotásaitm neve sem maradt ránk. Kortársával, A nápolyi 2585 festőjével együtt az i. e. 4. század utolsó negyedének egyik legjelentősebb paestumi vázafestője volt. Kezdetben meglehetősen egységes stílusban dolgoztak, később mindketten kifejlesztették egyéni stíluselemeiket is.
A nápolyi 1778 festőjének korai munkáit nagymértékben befolyásolta a campaniai vázafestő központban tevékenykedő Caivano-festő stílusa, aki feltehetően egy ideig Paestumban dolgozott. Ez különösen a férfialakok hajviseletén  és a női ruhák rajzain feltűnő. Előbbi vastag keresztvonalakkal megjelenített hosszú fürtökben lóg a figurák vállára, utóbbin a ruhák szegélyén pontsorok láthatók. A hasonlóság feltűnő a másodlagos díszítőelemeken is, például a fehér szárból kiemelkedő fehér erezetű palmettákon. Korai stílusa kapcsolatban hozható Püton késői és A bostoni Oresztész festőjének munkásságával, ez névadó vázáján is felismerhető. Ez a váza egyike az utolsóknak amelyeken úgynevezett phülax-jelenet látható. Ezek dél-itáliai területeken meghonosodott egyfajta burleszk előadások voltak, ahol kifigurázták a mitológiai történeteket.
Számos lekanét és meglehetősen nagyméretű léküthoszt is díszített legtöbbjüket férfi- és nőalakokkal, a nőket többször szépítkezés közben ábrázolva. Kisebb edényekre egyetlen figurát festett. Karrierje későbbi szakaszában rajzkészsége - különösen az arcok ábrázolásánál – leromlott. Ekkor kezdte képeit egy lefelé mutató legyezőszerű motívumból álló keretbe foglalni és kisebb edényeire csak egy női fejet rajzolt, amit amfórái nyakáról vagy lebész gamikoszai tetejéről másolt. A nápolyi 2585 festőjéhez hasonlóan úgynevezett halas tálakat is festett, jellegzetes díszítőeleme a halak szeme köré rajzolt pontsor volt.